# Bronisław Kupczyński
Bolesław Kupczyński (ur. 26 sierpnia 1908 w Nowej Wsi, zm. 29 grudnia 1994 we Wrocławiu) – polski działacz polityczny i społeczny, prezydent Wrocławia w latach 1947–1950.

## Życiorys
Znalazł się w grupie polskich delegatów, którzy przybyli do Wrocławia po zdobyciu miasta przez Armię Czerwoną w 1945. W dniu 15 lutego 1947 został powołany na urząd prezydenta miasta, zastępując Aleksandra Wachniewskiego. Od samego początku zajął się przygotowywaniem stolicy Dolnego Śląska do organizacji Wystawy Ziem Odzyskanych, która odbyła się w 1948. Podjął również nieudaną próbę rozwoju Wrocławia, rozpoczynając akcję rabunkowego odzyskiwania cegły. Funkcję prezydenta sprawował do czerwca 1950, kiedy to zlikwidowano funkcję prezydenta miasta, zastępując ją przewodniczącym Prezydium Miejskiej Rady Narodowej.
Po 1956 był współorganizatorem Towarzystwa Rozwoju Ziem Zachodnich oraz inicjatorem sekcji historycznej Klubu Budowniczych Wrocławia, działającego w ramach Towarzystwa Miłośników Wrocławia. Został pochowany na Cmentarzu Osobowickim we Wrocławiu.

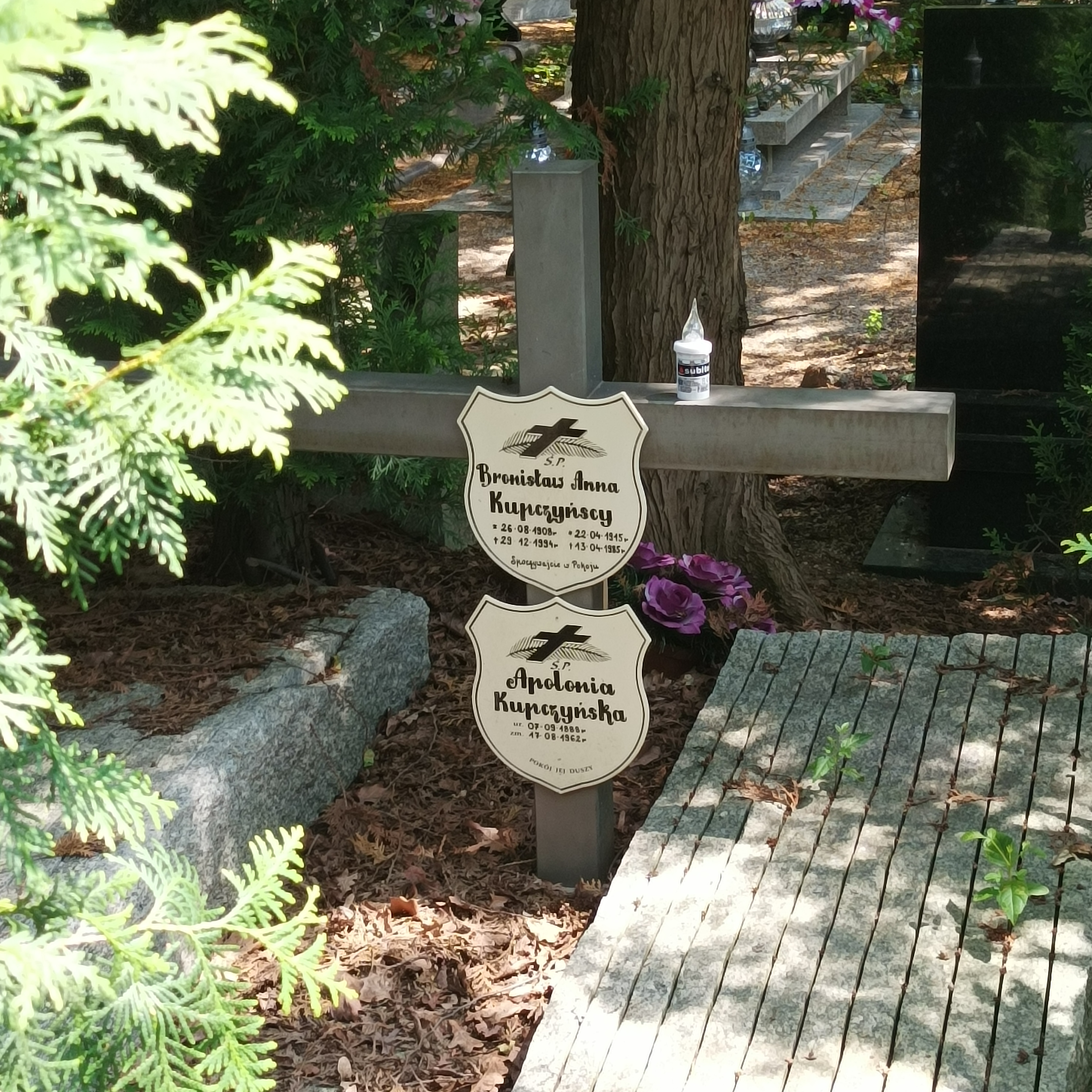
Grób Bronisława Kupczyńskiego na Cmentarzu Osobowickim we Wrocławiu